# The Bees (gruppo musicale)
I The Bees, noti anche come A Band of Bees, sono un gruppo musicale britannico di genere indie rock, originario di Ventnor e attivo dal 2001.

## Formazione
- Paul Butler - voce, piano, chitarra, clarinetto, mandolino, percussioni, altri strumenti
- Aaron Fletcher - basso, chitarra, piano, percussioni, batteria, voce
- Kris Birkin - chitarra, voce
- Michael Clevett - batteria, percussioni, basso, organo Hammond, voce
- Tim Parkin - basso, piano, piano Rhodes, percussioni, voce, tromba
- Warren Hampshire - organo Hammond, celesta, chitarra, percussioni, voce
- Tom Gardner - batteria, basso

## Discografia
- 2002 - You Got to Leave EP
- 2002 - Here Come the Bees
- 2004 - The Bees of Babylon
- 2007 - Listening Man EP
- 2007 - Boo to the Bees
- 2008 - The Bees Present: The Sound Selection
- 2010 - Never Mind the Bees